# Brauerei S. Riegele

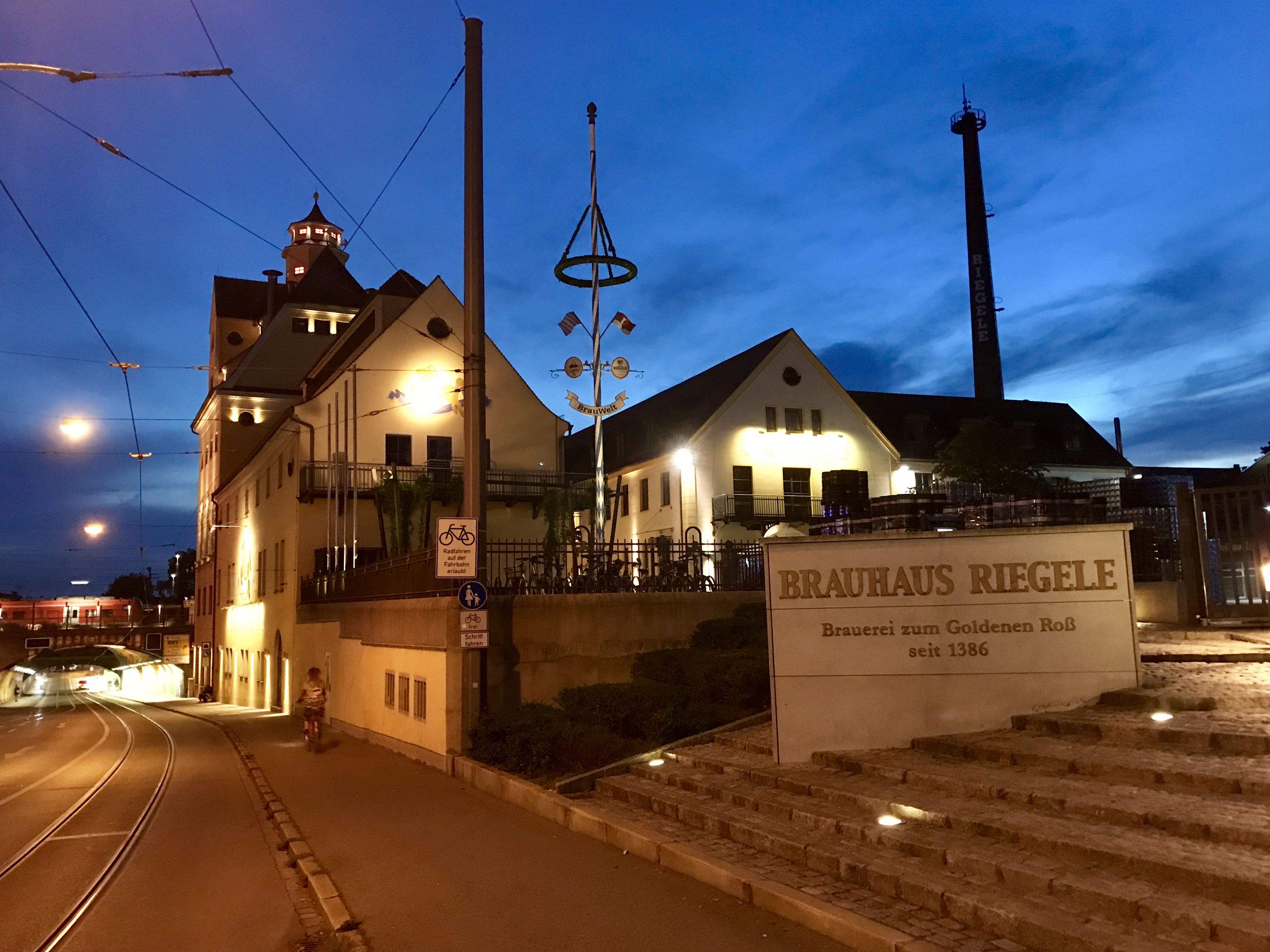
Brauhaus Riegele nahe dem Hauptbahnhof Augsburg

Das Brauhaus Riegele ist eine in Augsburg ansässige Brauerei.
Das Brauhaus Riegele ist heute mit über 200.000 hl die größte Privatbrauerei Augsburgs. Das Unternehmen ist vollständig im Familienbesitz, beschäftigt rund 100 Mitarbeiter und erzielt über 18 Mio. Euro Umsatz. Zur Brauerei gehört auch ein Logistikzentrum in der Nähe der Bundesautobahn 8 und der Bundesstraße 2 bei Gersthofen. Ein weiteres Betriebsgelände befindet sich in der Frölichstraße.

## Geschichte
Das Brauhaus Riegele ist 1884 entstanden, als Sebastian Riegele senior die Brauerei „Zum Goldenen Roß“ erwarb, deren Ursprung im Jahr 1386 liegt. 1904 übernahm Sebastian Riegele die Brauerei.
1911 erfolgte ein Neubau außerhalb der Stadt sowie der Bau des „Riegelehauses“ am Königsplatz. Ende der 1980er Jahre erwarb das Brauhaus die Namensrechte für die milchsäurebasierte Limonade „Chabeso“.
Der Gesellschafter Sebastian Priller gewann 2011 die Weltmeisterschaft der Biersommeliers.

## Riegelehaus

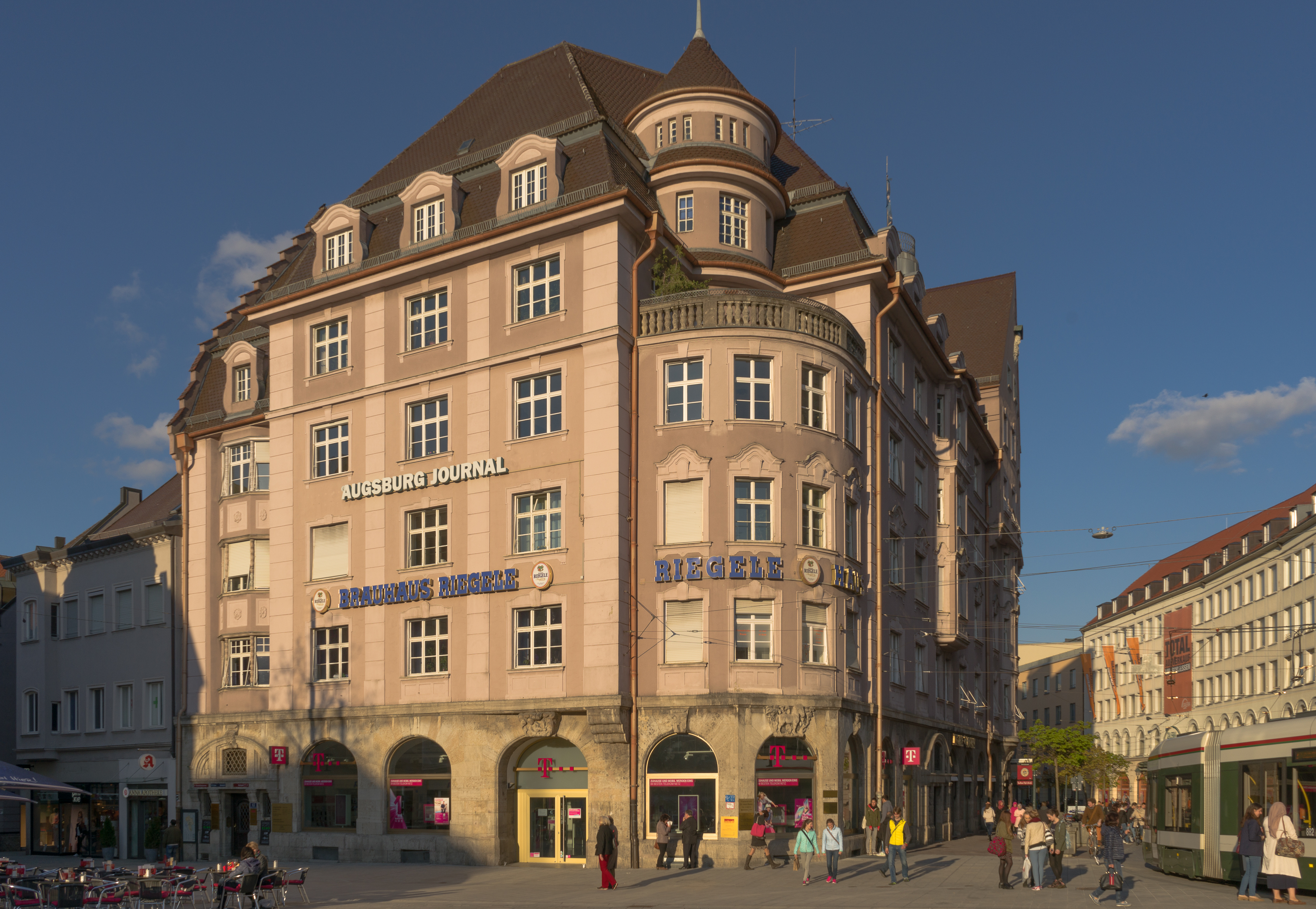
Das 1911 erbaute „Riegelehaus“ am Königsplatz

Das 1911 vom Architekten Hans Schnell im Stil des Jugendstils bzw. Neubarocks erbaute „Riegelehaus“ (auch „Riegele-Haus“, „Riegele-Block“ genannt) enthielt ursprünglich eine Bierhalle der Brauerei Riegele. Heute ist es ein geschütztes Baudenkmal.

## Lauterbacher Biere
Zum 1. September 2009 übernahm Riegele die Markenrechte sowie die Rezepturen an den Produkten der Lauterbacher Privatbrauerei aus dem schwäbischen Lauterbach. Die in finanzielle Schwierigkeiten geratene Brauerei musste ihre Bierproduktion am 31. August 2009 einstellen, wodurch die zwölf Mitarbeiter arbeitslos wurden. Seither werden die Lauterbacher Biere bei Riegele in Augsburg gebraut.

## Produkte
Neben Bier produziert die Brauerei Erfrischungsgetränke wie Mineralwasser und Limonaden. Eines ihrer bekanntesten Produkte ist das Cola-Orange-Mischgetränk Spezi. „Spezi“ ist seit 1956 ein Markenname von Riegele, hat sich aber umgangssprachlich auch als Gattungsbegriff für derartige Cola-Mischgetränke verbreitet.
Das Riegele Aechtes Dunkel wurde 2014 mit dem Silberpreis beim European Beer Star in der Kategorie European Style Dunkel ausgezeichnet, das Amaris 50 erhielt den Bronzepreis in der Kategorie German-Style Kellerpils.

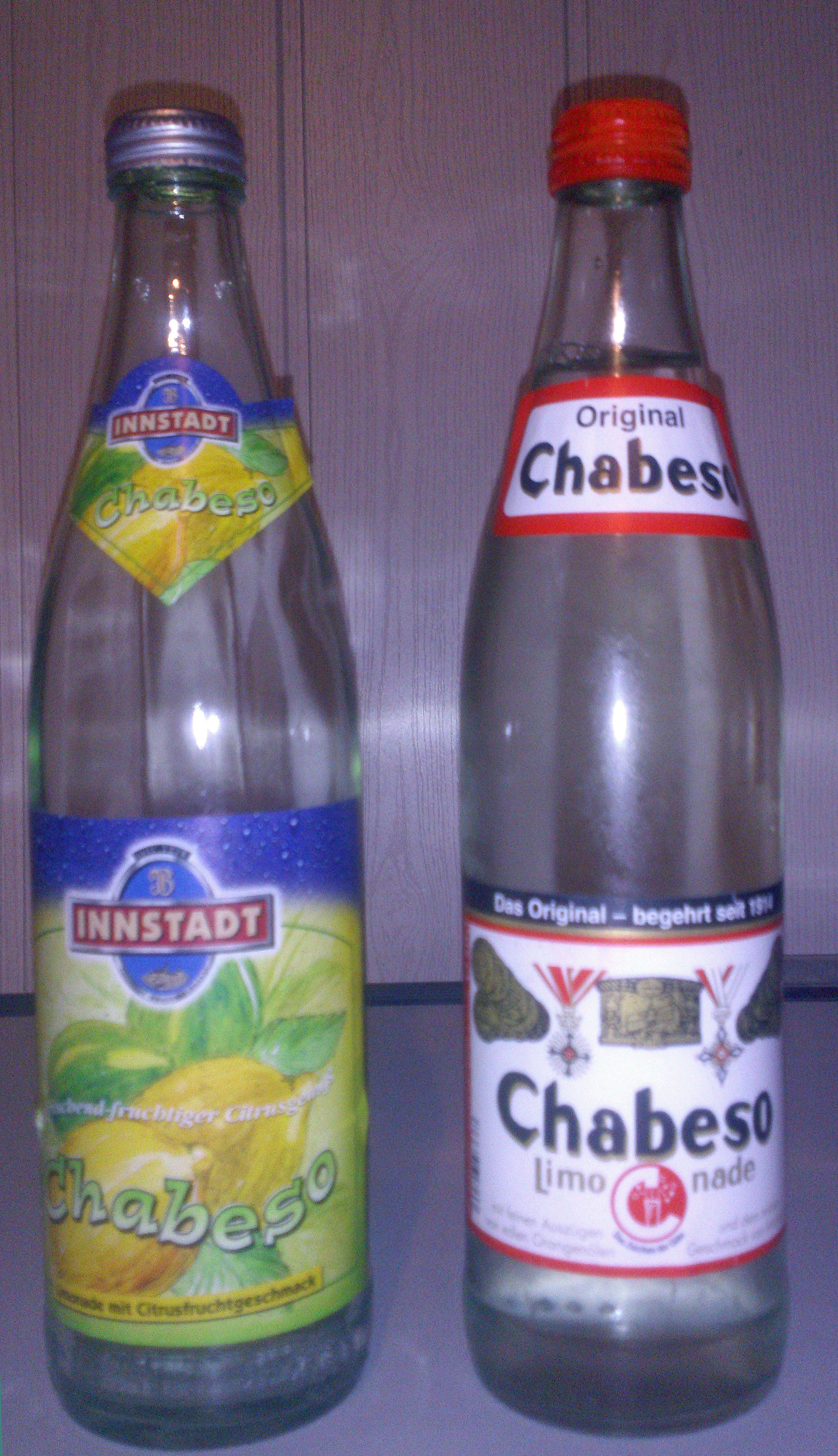
Chabesoflasche des Brauhauses Riegele (rechts)